# 深田台 (郡山市)
深田台（ふかだだい）は、福島県郡山市に所在する字である。郵便番号は963-8838。

## 地理
郡山市役所本庁所管地域である旧郡山地区に属し、住所としては「郡山市字深田台」と表記される。北で小原田、東から南にかけ安積町日出山、西で南、図景とそれぞれ隣接する。JR東日本郡山駅東側市街地南部に位置し、国道49号沿線のうち東北本線より東側の一角を範囲とする。域内は北側を中心に住宅地が広がるほか、国道周辺に工場や事業所が立地する。堤下町に所在する郡山警察署古舘交番、および堂前町に所在する郡山消防署本署がそれぞれ管轄にあたる。

## 世帯数と人口
2024年1月1日現在の世帯数と人口は以下の通りである。
| 町丁   | 世帯数  | 人口  |
| ------ | ------- | ----- |
| 深田台 | 135世帯 | 254人 |

## 小・中学校の学区
市立小・中学校に通う場合、学区は以下の通りとなる。
| 番地 | 小学校               | 中学校               |
| ---- | -------------------- | -------------------- |
| 全域 | 郡山市立小原田小学校 | 郡山市立小原田中学校 |

## 交通

### 鉄道
JR東日本
- 東北本線

### 道路
- 国道49号
  - 安積大橋

## 施設等
- 日新建工 東北支店郡山出張所
- 東京めいらく 郡山営業所